# محرك الفيض المحوري

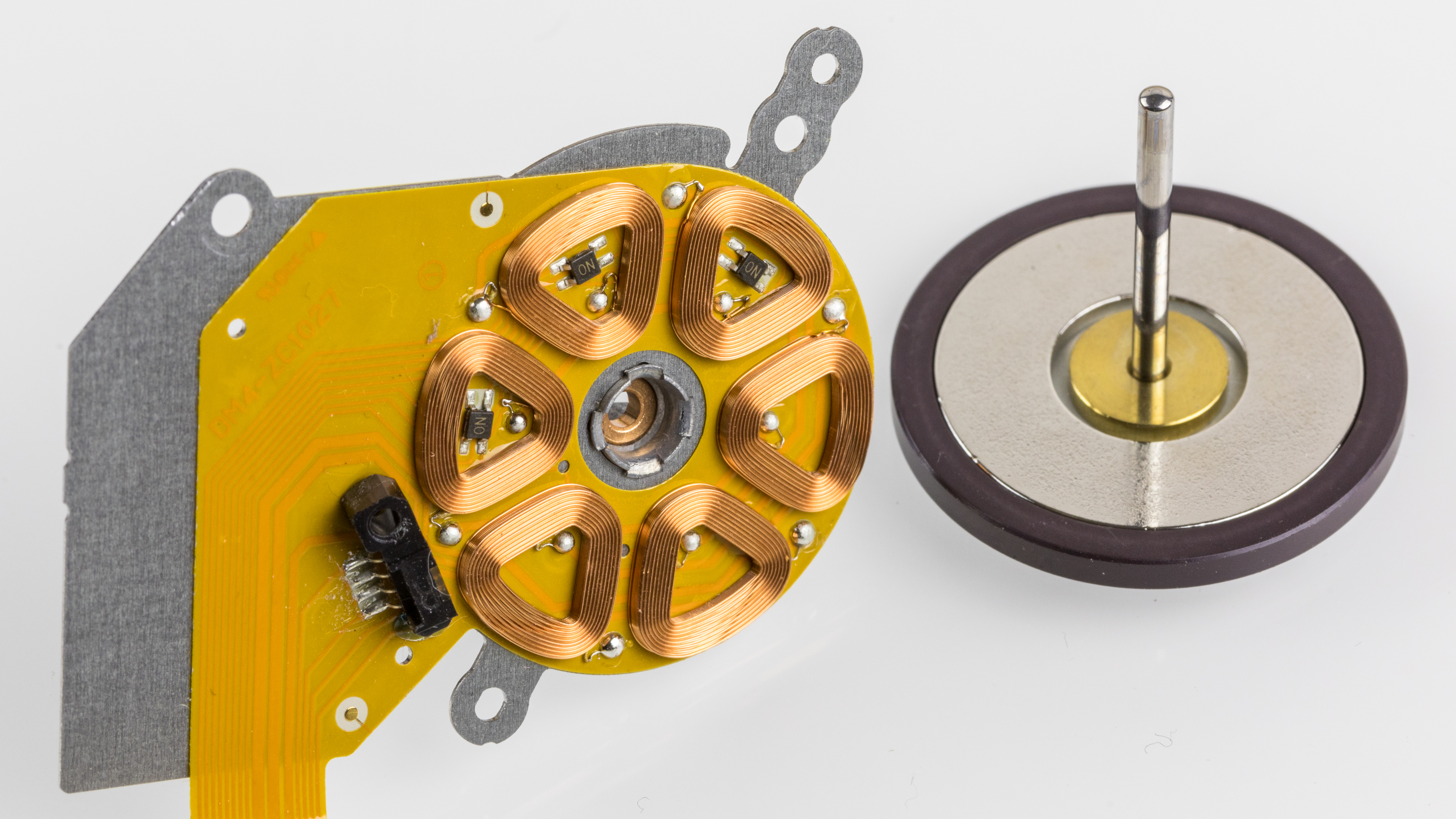
محرك محوري صغير الحجم، يعمل بالتيار المستمر بدون فرش يستخدم بكثرة في محرك وحدات تخزين البيانات الرقمية ، ويظهر التكامل مع تقنيات بناء لوحة الدوائر الإلكترونية المطبوعة. يظهر العضو الدوار على اليمين ممغنطاً محوريًا باستخدام قطبية متناوبة

محرك الفيض المحوري أو محرك الفجوة المحورية أو محرك الفطيرة هو هندسة لبناء المحرك الكهربائي، حيث تكون الفجوة بين العضو الدوار والثابت وبالتالي اتجاه التدفق المغناطيسي بين الاثنين موازية لمحور الدوران، بدلاً من التصميم الشعاعي كما هو الحال في الهندسة الأسطوانية متحدة المركز لمحرك الفيض الشعاعي الأكثر شيوعًا.
في هندسة الفيض المحوري الكهرومغناطيسي يزداد عزم الدوران مع مكعب قطر العضو الدوار، بينما في تصميم الفيض الشعاعي تكون الزيادة تربيعية فقط. تمتلك محركات الفيض المحوري سطحًا مغناطيسيًا أكبر ومساحة سطح إجمالية (للتبريد) أكبر من محركات الفيض الشعاعي لحجم معين.